# Thierry Gibault
Pour les articles homonymes, voir Gibault.
Thierry Gibault est un acteur de cinéma, de télévision et de théâtre français.

## Filmographie

### Cinéma
- 1990 : Le Dénommé de Jean-Claude Dague
- 1993 : La Cité des enfants perdus de Jean-Pierre Jeunet et Marc Caro : Brutus
- 1996 : Ma femme me quitte de Didier Kaminka
- 1996 : Un samedi sur la Terre de Diane Bertrand :  Michel
- 1997 : La Divine Poursuite de Michel Deville :  le garçon de l'orchestre
- 1999 : Ça commence aujourd'hui de Bertrand Tavernier :  l'inspecteur de police
- 2001 : Le Fabuleux Destin d'Amélie Poulain de Jean-Pierre Jeunet :  le client aux endives
- 2002 : Laissez-passer de Bertrand Tavernier :  Paul Maillebeau
- 2004 : Un long dimanche de fiançailles de Jean-Pierre Jeunet : le lieutenant Estrangin
- 2007 : La Môme de Olivier Dahan : le docteur à Ostende
- 2010 : Joseph et la Fille de Xavier de Choudens : Olivier
- 2016 : Jeunesse de Julien Samani : Étienne
- 2016 : La Prunelle de mes yeux d' Axelle Ropert : le conseiller Pôle Emploi

### Télévision

#### Téléfilms
- 1993 : Les yeux de Cécile de Jean-Pierre Denis
- 1995 : Le Fils de Paul de Didier Grousset :  François
- 1996 : Le poteau d'Aldo de Didier Grousset :  Berthier
- 2001 : Des croix sur la mer de Luc Béraud :  Le Du
- 2002 : Un petit Parisien de Sébastien Grall :  l'homme altercation
- 2002 : Sous bonne garde de Luc Béraud :  Antoine Gerbaud
- 2003 : Une place parmi les vivants de Raoul Ruiz :  Joseph Arcimboldo
- 2004 : Les Eaux troubles de Luc Béraud : Gilles Hanglade
- 2004 : Les Passeurs, de Didier Grousset
- 2005 : Cyrano de Ménilmontant de Marc Angelo : le boiteux
- 2005 : Le Bal des célibataires de Jean-Louis Lorenzi : le mari de Thérèse
- 2005 : Éliane de Caroline Huppert : Lazare
- 2006 : Le Temps de la désobéissance de Patrick Volson :  Alfred Gallot
- 2007 : Épuration de Jean-Louis Lorenzi : Paul
- 2008 : Raboliot de Jean-Daniel Verhaeghe : Sommedieu
- 2008 : Charlotte Corday d'Henri Helman : Fouquier-Tinville
- 2008 : C'est mieux la vie quand on est grand de Luc Béraud : Dugommier
- 2009 : L'Abolition de Jean-Daniel Verhaeghe : Claude Buffet
- 2009 : La Maîtresse du président de Jean-Pierre Sinapi : Avocat général
- 2010 : La femme qui pleure au chapeau rouge de Jean-Daniel Verhaeghe : le directeur de l'hôtel à Royan
- 2011 : Pour Djamila de Caroline Huppert : André Postel-Vinay
- 2012 : Clemenceau de Olivier Guignard : Henri Mordacq
- 2012 : Qu'est-ce qu'on va faire de toi ? de Jean-Daniel Verhaeghe : un professeur de l'internat
- 2014 : Ligne de mire de Nicolas Herdt : Capitaine Quint

#### Séries télévisées
- 2000 : Julie Lescaut, épisode 3 saison 9, Les surdoués de Stéphane Kurc : Malevitch
- 2000 : B.R.I.G.A.D., épisode 1 saison 1, Le stratagème chinois de Marc Angelo : Martin Bérenger, le complice
- 2002 : Sœur Thérèse.com, épisode 1 saison 1 : SoeurThérèse.com de Christian Faure : le commissaire Mazaud
- 2007 : Chez Maupassant, épisode 1 saison 8 : Toine de Jacques Santamaria : Célestin
- 2009 : Reporters, saison 2 épisode 4 et 5 de Gilles Bannier et épisodes 8 et 9 de Jean-Marc Brondolo : Vargnier
- 2010 : La Commanderie, saison 1 épisode 4, La procession de Didier Le Pêcheur : Faziol ; épisode 5, L'arrivée du duc d'Anjou : Paziol
- 2010 : Vidocq, épisode 1 saison 1 : Le Masque et la Plume d'Alain Choquart : l'inspecteur Lapierre
- 2010 : Un flic, épisode 2 saison 4 : Permission de sortie de Patrick Dewolf : Lucas
- 2012 : Trafics, épisode 2 saison 1 : L'affaire Verdurin  d'Olivier Barma : le garagiste de la station service
- 2013 : Une femme dans la Révolution, 2 épisodes : Le bruit et la fureur et Le peuple en scène de Jean-Daniel Verhaeghe : Carrier
- 2019 : Candice Renoir, épisode 6 saison 7 : Chassez le naturel, il revient au galop de Pascal Lahmani : Frédéric Belvaux

## Théâtre
- 2017-2018 : Une trop bruyante solitude d'après Bohumil Hrabal, mise en scène Laurent Fréchuret, Théâtre de l'Incendie